# Hassan Nasrallah
Hassan Nasrallah (arabisk: حسن نصر الله, født 31. august 1960, død 27. september 2024) var den tredje generalsekretær for det libanesiske parti og paramilitære bevægelse Hizbollah. Han blev valgt i 1992 efter den tidligere generalsekretær Abbas al-Musawi blev slået ihjel ved et israelsk helikopterangreb. Nasrallah blev dræbt ved et Israelsk angreb d. 27. september 2024.

## Liv og karriere
Nasrallah blev født i Bourj Hammoud, en østlig forstad til Beirut. Familien var ikke udpræget religiøs, men Nasrallah var alligevel optaget af de religiøse studier. I 1975 blev familien tvunget til at flytte til Bassouriyyeh i det sydlige Libanon grundet den libanesiske borgerkrig. Hans familie kom oprindeligt fra dette område, og Nasrallah færdiggjorde sin gymnasiale uddannelse i den nærliggende by Tyre. Under sin uddannelse her meldte han sig ind i den shia-islamiske Amal-bevægelse.
Efter at have studeret først i Bekaa-dalen i Libanon og siden i Irak vendte Nasrallah i 1978 tilbage til Libanon, idet det irakiske styre under Saddam Hussein udviste hundredvis af libanesiske, religiøse studerende. Her genoptog han sit arbejde for Amal og blev både bevægelsens delegerede i Bekaa-dalen samt medlem af dens politiske ledelse.
Efter Israels invasion af Libanon i 1982 blev Nasrallah medlem af Hizbollah-bevægelsen, i hvilken han blev kendt for sine karismatiske og konfronterende prædikener. Mellem 1987 og 1989 rejste han mellem Libanon og Qom i Iran for at fortsætte sine religiøse studier. I 1991 blev Abbas al-Musawi valgt til posten som Hizbollahs generalsekretær, og Nasrallah vendte permanent tilbage til Libanon. Al-Musawi blev i 1992 dræbt ved et israelsk luftangreb, og efter dennes død blev Nasrallah valgt som generalsekretær for bevægelsen.
Hizbollah fik under Nasrallahs lederskab adgang til raketter med længere rækkevidde end tidligere, hvilket har gjort bevægelsen i stand til at ramme mål langt inde i det nordlige Israel. Israel havde efter tilbagetrækningen fra størstedelen af Libanon bevaret en såkaldt sikkerhedszone i Sydlibanon, der således stadig var under israelsk besættelse. Med de nye våben var Hizbollah i stand til at ramme mål i selve Israel på trods af denne sikkerhedszone. Dette førte til flere israelske modangreb, bl.a. Operation Accountability i 1993 og Operation Vredens Druer i 1996. Disse krævede mange israelske ofre og der blev i den israelske offentlighed diskuteret, om den fortsatte
besættelse af Sydlibanon var prisen værd. I 2000 besluttede Ehud Barak endelig at trække de israelske styrker hjem, hvilket internt i Libanon og i store dele af den arabiske verden blev set som en stor sejr for Hizbollah. Nasrallah bliver derfor af mange anset for at være
den leder, der endeligt afsluttede den israelske besættelse af landet. Dette billede blev yderligere forstærket efter Israels invasion og efterfølgende tilbagetrækning i 2006, hvilket ligeledes ansås for at være en stor sejr for Hizbollah, især efter Nasrallah afviste et efterfølgende krav om afvæbning. Bevægelsen vandt yderligere intern libanesisk opbygning, idet den stod for genopbygningen af mange huse i det bombede Sydlibanon.
Nasrallahs ældste søn, Muhammad Hadi Nasrallah, blev i september 1997 slået ihjel i et sammenstød mellem Hizbollah-tilhængere og israelske IDF-styrker.

## Død
Hassan Nasrallah blev dræbt ved et Israelsk luftangreb mod Hizbollahs underjordiske hovedkvarter d. 27. september 2024. Ved angrebet blev der angiveligt anvendt omkring 80 tons bunker buster bomber. 